# Màrkaz
Un màrkaz (àrab: مركز, markaz; persa: مركز, markaz) o merkez, en turc, és una subdivisió administrativa de segon nivell o de nivell local de l'Orient Mitjà. Etimològicament màrkaz significa ‘centre’, en àrab, però com a subdivisió de segon nivell equival a un districte o circumscripció, mentre que a nivell local s'empra en el sentit de capital o centre d'una divisió administrativa superior.

## Màrkazsen diferents països
- Màrkazs d'Egipte
- Màrkazs d'Àrabia Saudita (per sota de les governacions)
- Capitals de les províncies de l'Iran
- Districtes-capital de província o ilçe de Turquia